# Andreas van Marchiennes
Andreas van Marchiennes (1115/20 – 1202) was een geestelijke en kroniekschrijver uit de 12de-13de eeuw.
Hij was monnik in de abdij van Anchin en proost van de benedictijnerabdij van Marchiennes in het graafschap Henegouwen. Onder invloed van vorsten die zich prestigieuze voorouders wensten, legde hij zich toe op het schrijven van genealogieën, waarbij hij vaak de historische werkelijkheid verdraaide en verfraaide.
Tussen 1191 en 1196 schreef hij een grote kroniek, het resultaat van zijn genealogische opzoekingen: Historia succincta de gestis et successione regum francorum (1196). Hierin ontwikkelde hij de woudmeesterslegende, die een drietal forestiers opgaf als de voorouders van de eerste graven van Vlaanderen.
Aan Andreas van Marchiennes worden ook toegeschreven: Genealogiae Aquicinctinae, Chronicon Marchianense et Poleticum Marchianense.

## Uitgave
- Uitgave door R. Beauchamps uit 1633 op Google Books (tekst over de forestiers van Vlaanderen: p. 734-735).

## Verder lezen
- Werner Karl Ferdinand, "Andreas von Marchiennes und die Geschichtsschreibung von Anchin und Marchiennes in der zweiten Hälfte des 12. Jahrhunderts", in: Deutsches Archiv für Erforschung des Mittelalters, vol. 9, 1952, p. 402–463